# Camponotus picipes
Camponotus picipes är en myrart som först beskrevs av Olivier 1792.  Camponotus picipes ingår i släktet hästmyror, och familjen myror.

## Underarter
Arten delas in i följande underarter:
- C. p. guatemalensis
- C. p. jamaicensis
- C. p. jason
- C. p. picipes
- C. p. pilosulus
- C. p. plombyi
- C. p. pudorosus
- C. p. spengleri